# Lappula laevimarginata
Lappula laevimarginata är en strävbladig växtart som beskrevs av Harald Harold Udo von Riedl. Lappula laevimarginata ingår i släktet piggfrön, och familjen strävbladiga växter. Inga underarter finns listade i Catalogue of Life.